# Сюрреалистические игры

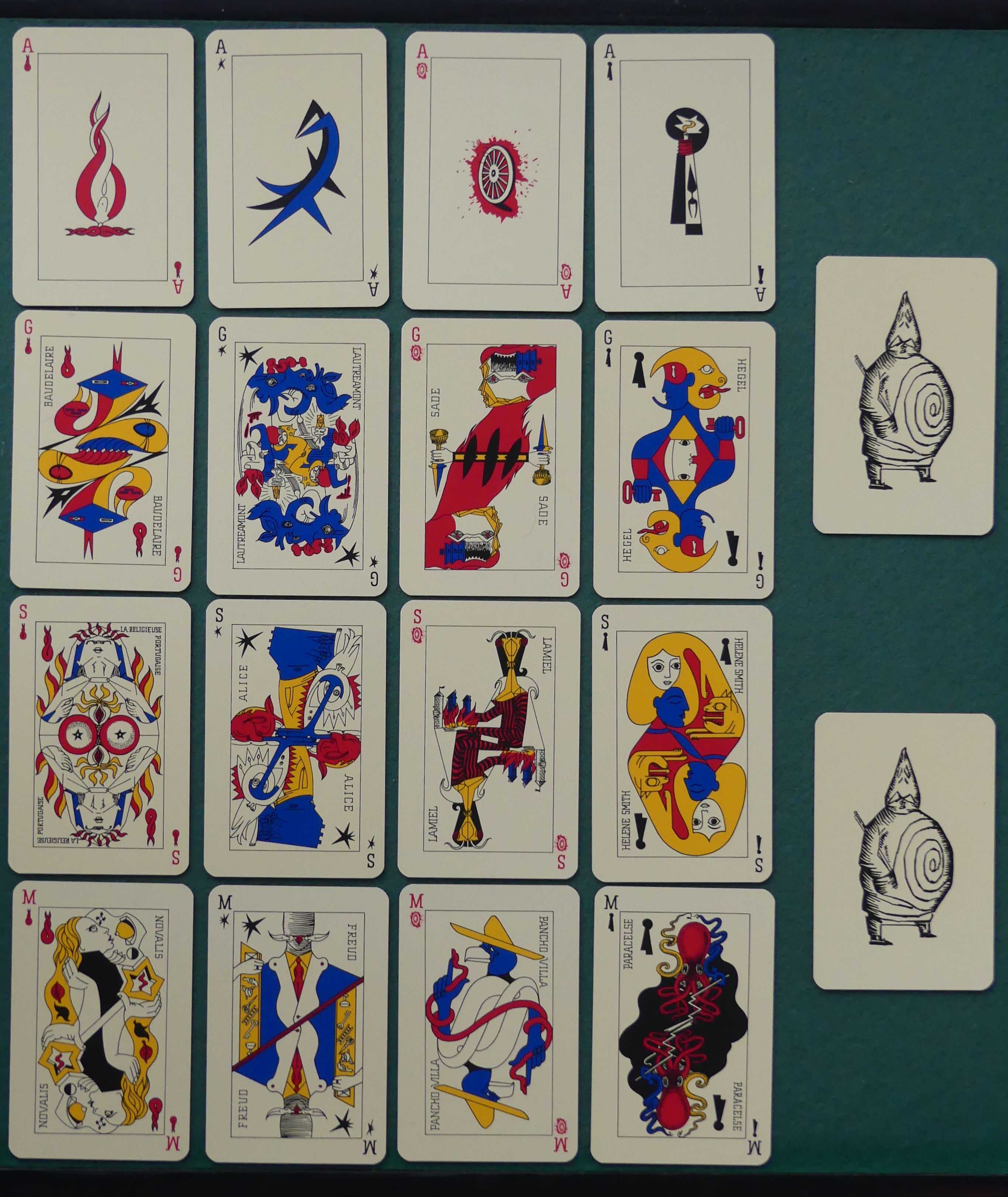
Карты из колоды «Марсельская игра»

Сюрреалисти́ческие и́гры, и́гры сюрреали́стов (фр. Les jeux surréalistes) — коллективные игровые техники членов сюрреалистического движения, отражавшие их стремление к оригинальности, парадоксальности, бунту, изобретательности, неожиданности творческого процесса, соединению несовместимых элементов в единое целое, иррациональности. Первые «игры» «Ликвидация» и «Вопросы и ответы» возникли в начале 1920-х годов. Коллективные игры постепенно усложнялись. Если первоначально самими участниками они рассматривались в качестве совместного развлечения, то впоследствии им стало придаваться большее творческое начало. Они стали пониматься как средство самовыражения, отдельная техника, а не просто как шутка, досуг. К числу наиболее известных относят такие практики, как «Изысканный труп», «Диалоги» и «Исследования», «Марсельская игра». Одна из последних игр «Одно в другом» была создана Бретоном в начале 1950-х годов.

## История

### Предыстория
Сюрреализм сложился как групповое авангардное течение, а вышедшие из него участники, переставшие участвовать в коллективных мероприятиях, отказывались от именования «сюрреалист» (за исключением Сальвадора Дали, работавшего в своей оригинальной манере). Для сюрреалистов было характерно проведение различных общих акций, среди которых можно выделить более масштабные и менее представленные по количеству участников (например, произведение авторов из двух-трёх человек, публикуемое как книга). По наблюдению исследователей, чаще всего сюрреалисты занимались коллективными формами творчества с целью сплочения группы, выстраивания новых отношений (в том числе с новыми членами), преодоления внутренних кризисов. Игровые практики применялись среди членов движения ещё опубликования Первого манифеста сюрреализма в 1924 году. Первые игры «Ликвидация» и «Вопросы и ответы» возникли в начале 1920-х годов, когда происходили объединительные процессы по привлечению участников. Новый этап формирования «игр» («Диалоги», «Изысканный труп») возникает во второй половине 1920-х, когда они направлены на создание новых экспериментальных техник. Последующее обращение к таким практикам приходится на 1950-е годы, когда они вновь приобретают функцию консолидирования сообщества по поиску близких по духу творцов.

### Характеристика
«Игры» занимали важное значение в деятельности сюрреалистов, как и у их предшественников дадаистов. По мнению исследователей, в целом они восходят к спектаклям дада-сюрреалистической традиции, являясь характерной формой «невежливого» диалога, участники которого «не слышат» один другого. В этом отношении российский искусствовед Иван Мосин охарактеризовал игровую деятельность сюрреалистов как стремление: «отдаться стихии подсознания, культивирование в своём творчестве спонтанного результата, попытка детского, наивного осмысления взрослых понятий… Основанная на принципе удовольствия, на отказе от повседневной рутины, игра давала сюрреалистам ощущение абсолютной свободы. Она также отвечала первоначальной идее отказа от своего „Я“, представлялась идеальным воплощением „коллективного бессознательного“».
Первоначально «игры» воспринимались как весёлый досуг, по определению лидера движения Андре Бретона, как милое «времяпрепровождение» (divertissement). Он отмечал, что сначала его друзья видели в них только развлекательные возможности, но из целей «безопасности» они называли её «экспериментальной» деятельностью: «То богатство, которое мы смогли найти в ней и распознать, пришло позже». В 1954 году при анализе групповой игры «Одно в другом» (L’un dans l’autre), которая была создана Бретоном в 1953 году и считающаяся одной из самых последних у сюрреалистов, характеризовал игру как деятельность, которая предоставила возможности укрепить «связи, что объединяли [сюрреалистов], способствуя глубокому пониманию [их] желаний, особенно в том, что было в этих желаниях общего». В его понимании «игра» приводила к возникновению общих желаний, извлекая их из глубин подсознания во время общих сеансов. Она объединяла единомышленников, делала их ещё ближе. Кроме того, для Бретона важно то, что игровое начало имело несерьёзный характер, противопоставлялось серьёзному, а также выражало эстетическую платформу сюрреализма: независимость, бунт, безразличие к материальной выгоде. Несмотря на заявления о «несерьёзности» сами участники подчёркивали противоположный характер своих устремлений в этой области: «играть серьёзно, играть „взаправду“ — такова установка сюрреалистов, стремившихся преодолеть многочисленные антиномии прежнего мира, сталкивавшие действие и грёзу, верх и низ, будущее и прошлое, разум и безумие». Отмечалось, что большая или меньшая выраженность игрового начала в подобных техниках прямо зависела от участия в них Бретона. Он относился более серьёзно к культивируемому его единомышленниками игровому аспекту деятельности, чем некоторые его единомышленники. Французский писатель, эссеист, философ, социолог Роже Кайуа, покинувший группу в 1930-е годы, выделил несколько особенностей игровых практик сюрреалистов: в них несложно играть, они имеют «несерьёзный» характер, своё временное пространство, их итоги случайны, непредсказуемы, отсутствует какой-либо материальный интерес, выигрыш, им присущи особые правила, наличие творческого начала и изобретательности. Британский критик Мел Гудинг дополнил эту характеристику следующими словами: «игры доставляют удовольствие и могут приводить к неожиданным откровениям». Также по его мнению, кроме выраженной творческой составляющей, игры имеют много общего с провокативной магией, в области преображения каких-либо объектов, идей, придания им новых смыслов.
К сюрреалистическим игровым практикам относят игры в «Правду», в «Портрет по аналогии», во «Взаимное декорирование», в «Ночной песок», в «Один в другом», в «Дефиниции» (абсурдистский диалог) и т. д.. Исследователи видят в них взаимосвязь с распространением в сюрреалистской среде коллективного творчества, что было вызвано желанием избавиться в творческом процессе от индивидуальности. В играх с несколькими участниками проявлялся эффект неожиданности, в частности, следование «правилу несоответствия», «соединения несоединимого», когда существа и предметы выступали в самых необычных сочетаниях, создавая иррациональные образы, напоминающие фантастические видения или сны. Искусствовед Александр Якимович по этому поводу заметил, что заниматься такими играми «означало тренировать себя таким образом, чтобы логические связи и уровни сознания отключались бы или привыкали бы к своей необязательности. Глубинные, подсознательные, хаотические силы вызывались из бездны».

### «Изысканный труп»

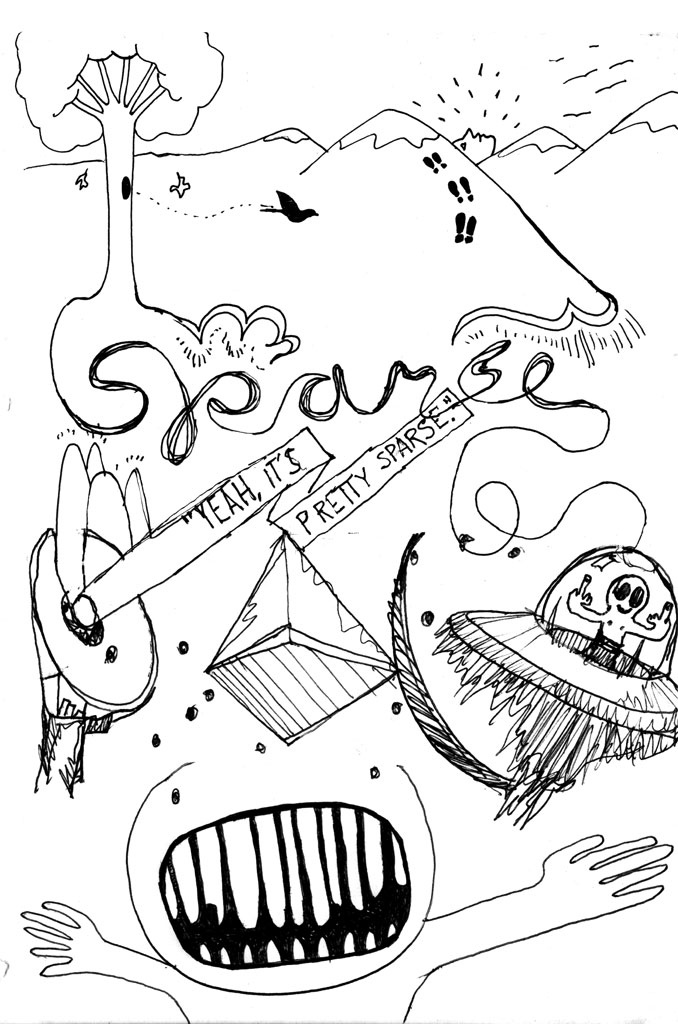
Пример рисунка, выполненного в технике «Изысканный труп»

Первая жена Бретона Симона Кан, описывая практики, связанные с самой известной игрой движения — «Изысканным трупом» (Cadavre exquis), подчёркивала, что только подобные развлечения могли отвлечь их от «скуки» и «безделья» при проведении ежедневных встреч. Об истории появления этой игры и её названия она писала, что первоначально они играли в слова: «Каждый писал какую‑то фразу, складывал листок и передавал его соседу, который продолжал, не видя начала, и т. д. В одной из первых игр, в которой участвовал Превер, мы получили: „Изысканный труп выпьет молодое вино“. Эта фраза нам так понравилась, что стала названием игры». Скоро форму взаимодействия изменили на рисованную. По начальным двум словам из первой комбинации и была названа игра.
В «Кратком словаре сюрреализма» (Le Dictionnaire abrégé du surréalisme; 1938) было дано следующее определение: «Игра на бумаге, участники которой составляют фразу или рисунок, не имея представления о том, что до них уже было написано или нарисовано». Она проводилась в двух вариантах: текстовом и рисованном виде. Чаще всего при игре в слова участвовали шесть участников, в то время как при рисовании их было трое-четверо. Среди рисовальщиков стабильными партнёрами часто выступали: Рэй-Миро-Морис-Танги, Бретон-Кан-Морис, Бретон-Танги-Дюамель-Морис, Браунер-Бретон, Эроль-Танги и другие. Суть действа заключалась в том, что участник писал или наносил часть текста или рисунка, затем загибал бумагу так, чтобы следующий партнёр не видел, что получилось у предыдущего. Затем коллективное произведение таким же образом передавалось следующему. В итоге получался спонтанный, неожиданный результат. Известно, что если для игры не хватало участников, то сюрреалисты приглашали клошаров и проституток, что вызывало жалобы со стороны соседей и неудовольствие сутенёров. В качестве примеров полученных результатов в 1927 году журнал La Révolution Surréaliste опубликовал среди прочего следующие: «Крылатый дым искушает птичку, запертую на ключ»;  «Устрица из Сенегала скушает трёхцветный флаг»; «Забастовка звёзд без сахара накажет весь дом»; «Угасшая любовь принарядит народы»; «Раненые женщины пачкают гильотину со светлыми волосами»; «Голубка на ветке заражает ламартиновский камень».

### «Диалоги» и «Анкеты»
Вопрос? Ответ. Простое уравнение, придающее оптимизм разговору. Мысли двух собеседников преследуют друг друга, но при этом каждая развивается сама по себе. Благодаря совпадению подчас противоречивых мыслей между ними возникает некое мгновенное соотношение. Это очень обнадёживающая игра, ведь вы ничего не любите так сильно, как спрашивать и отвечать; „Изысканный труп“ уже продемонстрировал вам несколько вопросов и ответов, в которых проявилась изысканно-неожиданная взаимозависимость.
Диалог сюрреалисты часто использовали в «играх» и своей художественной деятельности ещё до манифеста 1924 года. До некоторой степени они схожи с так любимыми ими групповыми «анкетами», представляющими собой своеобразный «диалог» в ходе которого даются разрозненные ответы на общий вопрос. В частности, среди них можно назвать: «Об иррациональных возможностях жизни в каком-то году», «Каким образом подступаются к женщинам», «О некоторых возможностях иррационального украшательства города» (Париж). Такая форма позволяла выяснить мировоззрение каждого принимавшего в ней участие. В связи с этим за такими анкетированиями закрепилось название «исследования». «Диалоги» представляли собой парные игровые практики, скомпонованные из ответов на случайные вопросы. В 1928, 1929 и 1934 годах некоторые из них были опубликованы в журналах сюрреалистов, или близких к ним изданиях. Позже, в 1929 и 1934 годах, диалоги появились в «чужих» журналах, и такие формы стали одним из наиболее известных жанров сюрреалистической традиции. В конце 1930-х годов диалоги утратили свою популярность, несмотря на попытки Бретона возродить к ним интерес.

### «Марсельская игра»
К началу 1940-х годов относится создание «Марсельской игры» (Jeu de Marseille) — оригинальной колоды карт Таро (на основе колоды «Марсельское Таро»), созданной на основе идеи Бретона, или, по другой версии, кого-то из других сюрреалистов. После начала Второй мировой войны и немецкой оккупации Франции Бретон, перед своим отъездом в США, вместе с несколькими своими соратниками переехал в Марсель, где жил в районе Ла-Помм (La Pomme) на вилле Эр-Бель (Air-Bel). На новом месте они воссоздают свою группу и пытаются возобновить сюрреалистическую деятельность. Суть игры состояла в том, что участник доставал карту из колоды и увидев её масть начинал её истолковывать исходя из своих индивидуальных представлений, произвольных ассоциаций, отсылок и т. д. Всего одному игроку позволено было вытягивать две карты. После этого он создавал свой вариант оформления карты, на основе изображения одного из персонажей из так называемого «сюрреалистического пантеона» — списка исторических и деятелей искусства, особо почитавшихся членами движения (маркиз де Сад, Шарль Бодлер, Зигмунд Фрейд, Новалис, Жерар де Нерваль, Папаша Юбю и др.). Всего в 1941 году было создано 22 карты. Кроме Бретона и его второй жены Жаклин Ламба, в создании колоды приняли участие Виктор Браунер, Оскар Домингес, Макс Эрнст, Андре Массон, Жак Эроль, Вифредо Лам. Вместо принятых Кубков, Жезлов, Пентаклей и Мечей появились новые серии: Замочная скважина, Огонь, Колесо и Кровь. «Игра» была впервые опубликована в сюрреалистическом журнале VVV в 1943 году, а затем выставлена в Музее современного искусства в Нью-Йорке. Подобная случайная техника возвращала сюрреалистов к анкетной форме игры, где каждый отвечал в своей индивидуальной манере.

## Классификации
Большинство игр были словесными, реже визуальными или смешанными. Исследователи классифицировали их на два основных типа: по содержанию (типу) и по функции (роли). Одна из первых попыток классификации принадлежит участнику движения Филиппу Одуэну. По содержанию он объединил их в четыре условных типа: игры групповые (jeu du groupe), игры экспериментальные (jeu d’investigation), игры моральные / этические (jeu côté moral), игры-аналогии (jeux d’analogie). Такое разделение было признано удачным и от него отталкиваются авторы других классификаций. Так, Анри Беар выделил: игры уважения (соответствует моральным у Одуэна), игры поэтические (экспериментальные у Одуэна) и игры поиска / открытия (групповые игры у Одуэна, с некоторыми вкраплениями элементов из моральных). Леонид Андреев применил функциональный подход, согласно которому сюрреалисты практиковали две категории игр. Первая была направлена на нивелирование индивидуального начала в коллективной деятельности, а вторая на поиск новых экспериментальных возможностей. Литературовед Маргарита Балакирева, отмечая важность деления по функциям, выделила игры по типу: социальные (при помощи которых производился отбор, идентификация единомышленников, например, «Ликвидация» или «Вы бы открыли?») и экспериментальные («Диалоги», «Изысканный труп», «Одно в другом»). В широком смысле к «играм» относят различные сюрреалистические техники: фроттаж, автоматическое письмо, декалькомания, фюмаж.